# Парница око магареће сјене
„Парница око магареће сјене” је југословенски ТВ филм из 1960. године. Режирао га је Антон Марти који је написао и сценарио.

## Улоге
| Глумац            | Улога |
| ----------------- | ----- |
| Реља Башић        |       |
| Борис Бузанчић    |       |
| Звонимир Ференчић |       |
| Мирко Војковић    |       |